# Манчевці
41°06′46″ пн. ш. 20°47′36″ сх. д. / 41.112805555556° пн. ш. 20.793472222222° сх. д.
Манчевці (мак. Манчевци) — пам'ятка археології в Охриді. Являє собою базиліку ранньохристиянської епохи (IV або V століття). Виявилена у 2009 році під час будівництва двох індивідуальних будинків у старому центрі міста. У 2012 році законсервована і представлена громадськості. Особливістю базиліки є мозаїчні підлоги, яких є значна кількість.

## Галерея

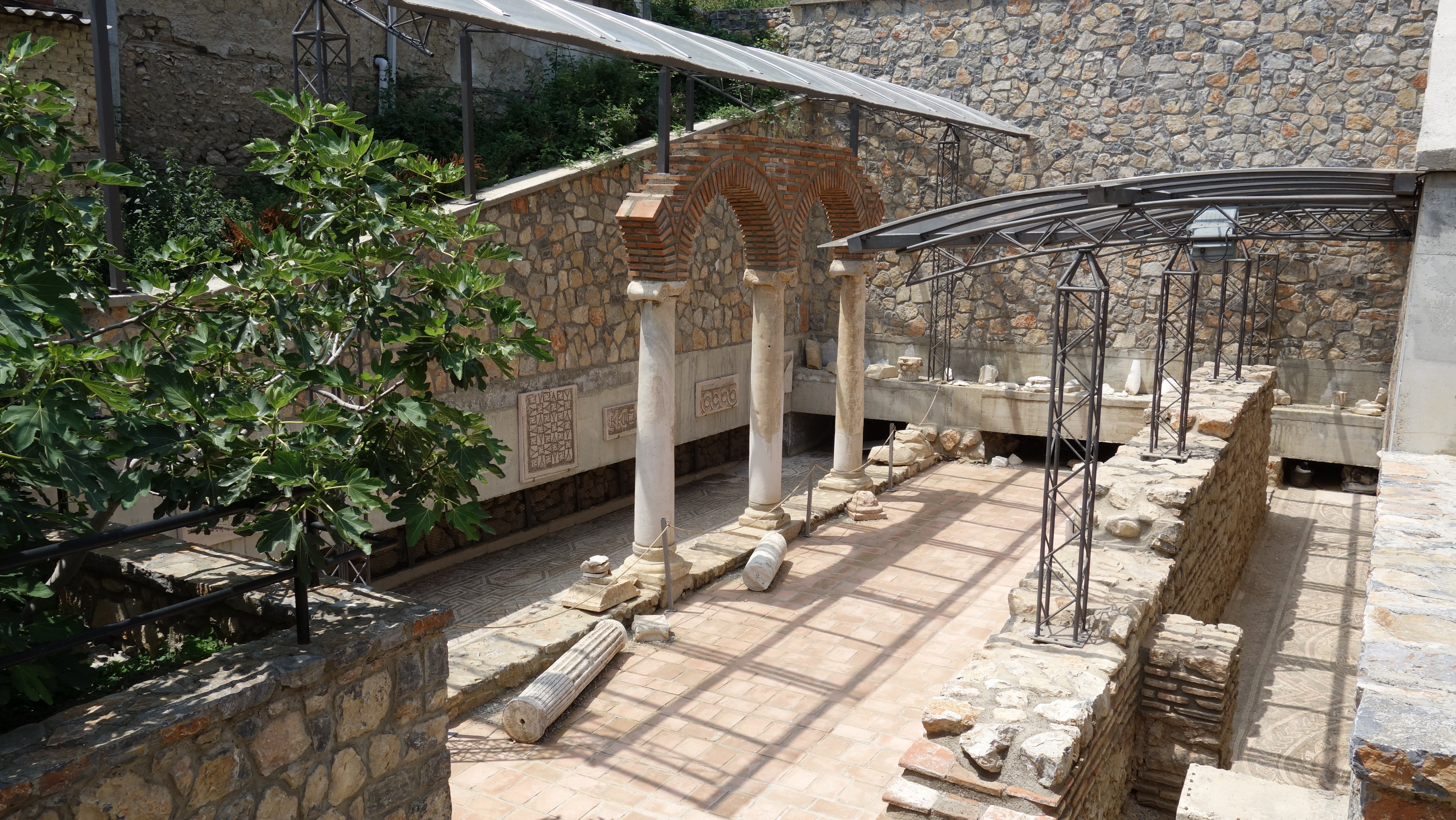
Вид на пам'ятку
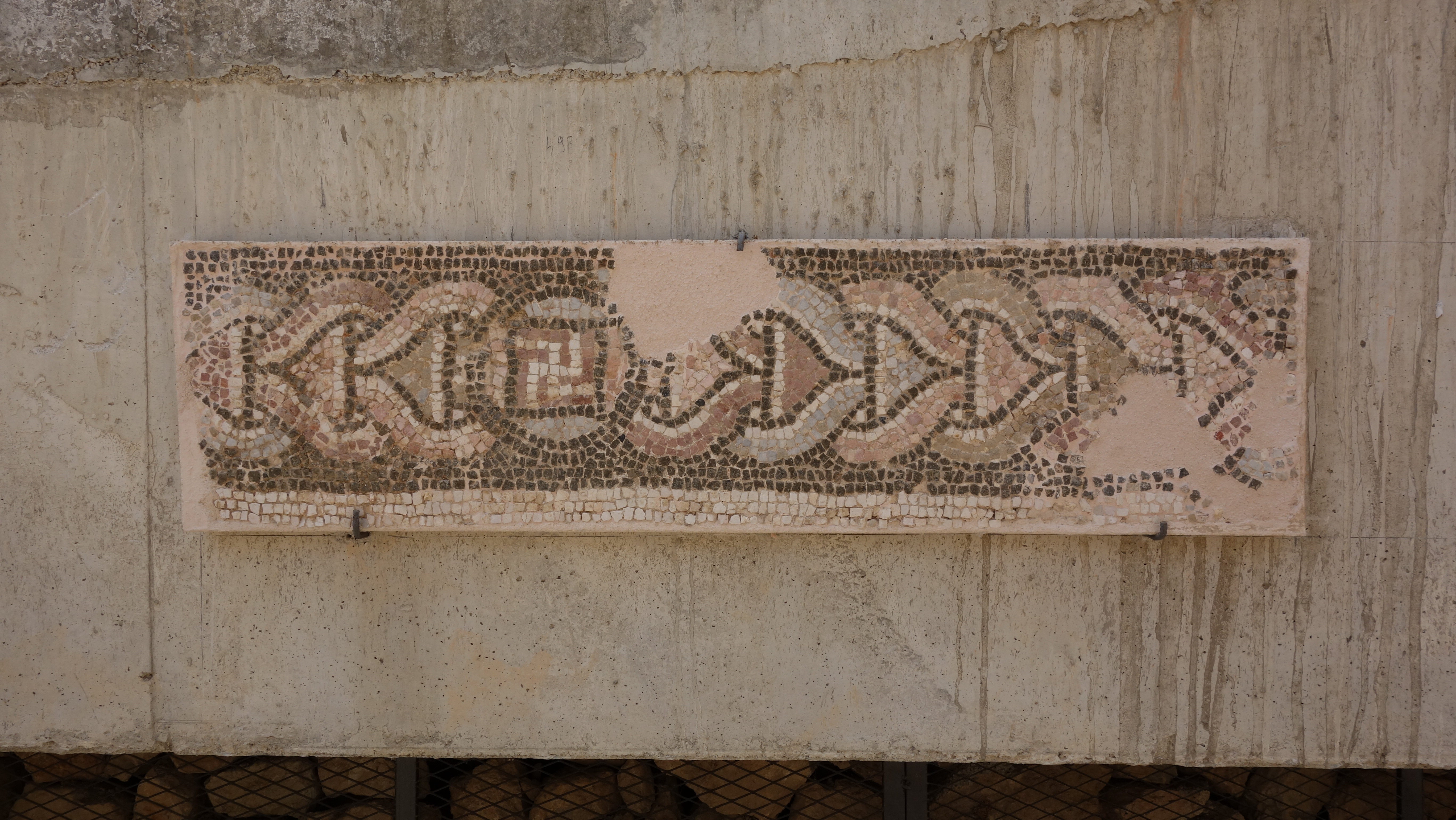
Відкрита мозаїка на стіні
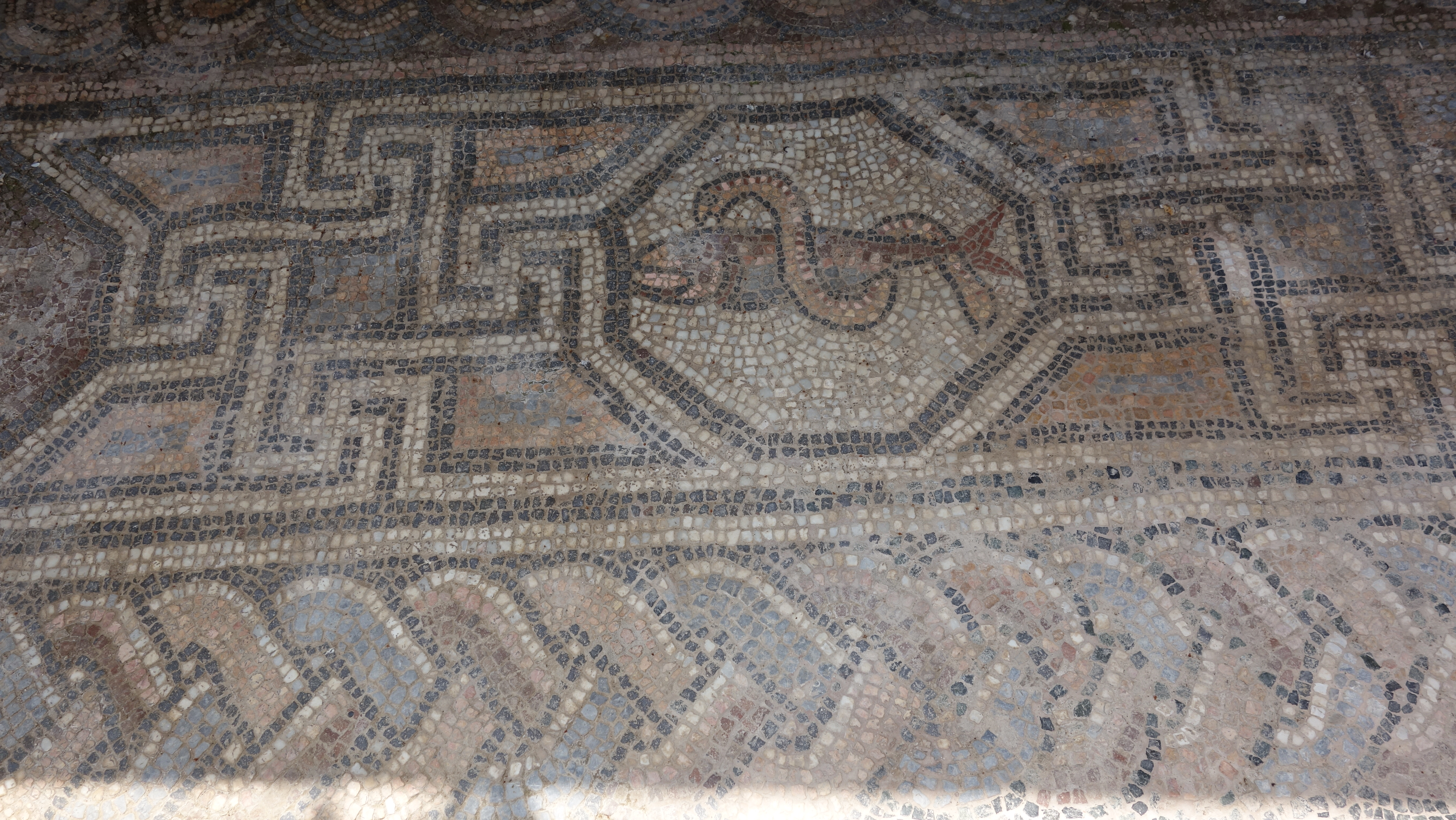
Деталь підлогової мозаїки

## Зовнішні посилання
Вікісховище має мультимедійні дані за темою: Манчевці
- Во стариот град: Граделе куќа откриле вредна ранохристијанска базилика ! - текст и фотографии (мак.)